# Hilary Duff
Hilary Erhard Duff (Houston, Texas, EUA, 28 de setembre de 1987) és una actriu, cantant, dissenyadora de moda i model estatunidenca. Va adquirir fama i popularitat amb la sèrie de televisió Lizzie McGuire de Disney Channel
amb què començà a acaparar popularitat entre el públic infantil i adolescent. A la seva trajectòria artística ha participat en pel·lícules èxit de taquilla, com: The Lizzie McGuire Movie, Una Ventafocs moderna i Cheaper By The Dozen,convertint-se en una de les actrius més cotitzades de Hollywood.
Anys després Hilary Duff va debutar com a cantant pop i fins a l'actualitat ha tret 4 CD: Metamorphosis, Hilary Duff, Most Wanted i Dignity -que es va posar a la venda el dia 3 d'abril de 2007 a nivell mundial. La seva carrera musical l'ha fet encara més famosa arreu del món amb èxits musicals com: Come Clean, So Yesterday, Fly, Wake Up, Beat of My Heart, With love amb vendes que superen els 16 milions de CDs al món. I això ha fet que sigui una de les cantants pop més important en aquesta generació i és considerada com la nova princesa del pop per alguns mitjans de comunicació. Porta aquest títol a causa de la gran potència en la seva música pop de l'actualitat.

## Biografia

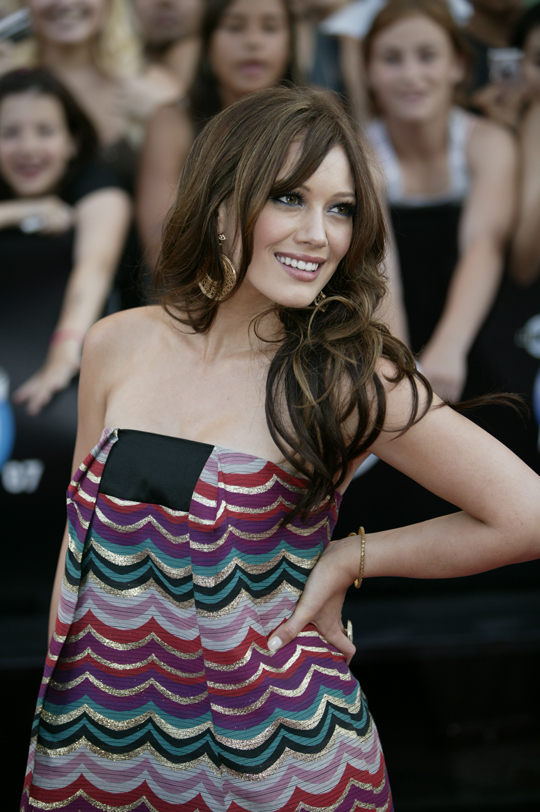
Hilary Duff (2007) als MuchMusic Video Awards

Hilary Duff va néixer a Texas (EUA), filla de Robert (Bob) Erhard Duff, propietari d'una cadena de supermercats i de Susan Colleen Cobb, productora cinematogràfica i mestressa de casa. Té una germana, Haylie Duff.
Als sis anys, les dues germanes van aparèixer en el ballet The Nutcracker Suite amb Columbus Ballet Met a la ciutat de San Antonio,Texas. Des d'aquell moment, les dues es van entusiasmar amb la idea d'entrar de ple dins el món de l'actuació professionalment.
Després de traslladar-se amb la seva mare a Los Angeles, als anys 90 les dues van començar a aparèixer en series i telefilms d'èxit mitjà. Hilary l'any 1997 fa un paper extra en la pel·lícula "Playing By Heart" (juntament amb Angelina Jolie); més tard aconsegueix el paper protagonista en la pel·lícula "Casper Meets Wendy", i l'any 2001 aconsegueix el paper protagonista de la sèrie "Lizzie McGuire", d'es d'on es va fer conèixer arreu del món. Quan va acabar la sèrie va participar en la pel·lícula "The Lizzie McGuire Movie".
L'any 2003 va donar el gran pas cap a la pantalla gran en fer la pel·lícula Superagent Cody Banks. El 2004 participà com a paper co-protagonista en la pel·lícula "A Cinderella Story". També aquest any va participar en la pel·lícula animada "In Search of Santa", donant veu als personatges. Diversificant la seva activitat, el 2004 també va crear la seva pròpia línia de roba anomenada Stuff by Hilary Duff, que es distribueix a través dels Estats Units, Austràlia, Canadà i Sud-àfrica.
L'any 2005 Hilary Duff actua en la sèrie "Joan Arcadia", també protagonitza la comèdia "The Perfect Man", i co-protagonitza la pel·lícula de "Cheaper By the Dozen 2".
L'any 2006 grava escenes per a la telenovel·la mexicana Rebelde al seu capítol final, i estrena la pel·lícula "Material Girls", que la co-protagonitza juntament amb Haylie Duff (la seva germana). L'estiu de 2007, Hilary llençarà la comèdia animada d'efectes especials Foodfight.

## Discografia

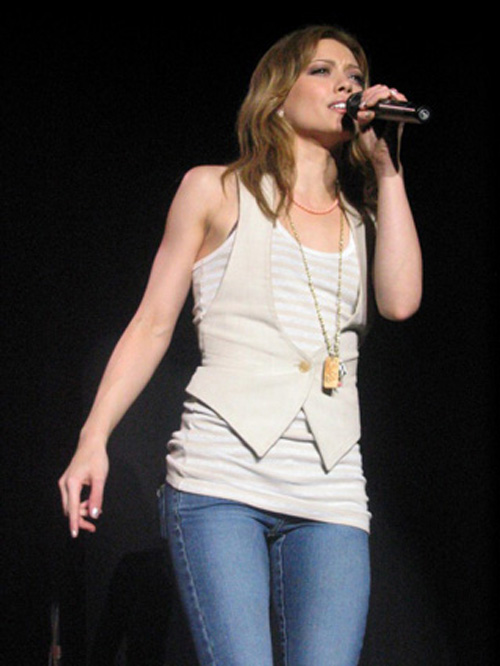
Hilary cantant sobre l'escenari

En la sèrie Lizzie McGuire grava alguns temes de la mateixa sèrie. També gravà la banda sonora de la pel·lícula "The Santa Claus 2". Gràcies a aquestes proves de talent vocal, Hilary aconsegueix un contracte discogràfic amb Hollywood Records.
L'any 2003 llença el seu primer disc en solitari: Methamorphosis, del qual ven 3,9 milions de còpies als EUA, i arriba al cim del Billboard, i ven arreu dels 5 continents 8 milions de còpies.
L'any 2004 llença el disc Hilary Duff (amb un estil més rocker i amb lletres més madures). L'àlbum ven poc més de 4,2 milions de còpies a nivell global i debuta en la segona posició del Billboard.
En el 2005 Hilary llença el seu tercer àlbum d'estudi amb Hollywood Records anomenat Most Wanted que debuta amb la primera posició del Billboard.
L'any 2007 llença el seu quart disc Dignity (a Espanya llençat el dia 26 de març, i a Amèrica el 3 d'abril). Dignity és un àlbum on Duff dona un gir electrònic al seu habitual estil, amb un ritme més ballable i orgànic. En aquest disc intervindran nous instruments, tindrà un estil més madur, amb melodies del R&B, elements funky, un poc de hip hop i una mica menys de pop rock, que amb menys d'un mes vengué 700 mil còpies.